# Datid
Præteritum eller datid (latin praeteritum tempus 'forgangen tid') er en bøjningsform af verberne. F.eks. han spiste et æble; han fik tusind kroner.
Kaldes også imperfektum efter forbillede fra latin, der har to datider, imperfektum og perfektum.
Imperfektum bruges på latin og tysk om en uafsluttet eller længerevarende handling i modsætning til perfektum (førnutid), der betegner en i fortiden afsluttet handling. Et tysk eksempel: Als sie in der Küche stand, ist plötzlich ihr Mann reingetreten. (Da hun stod i køkkenet, trådte hendes mand pludselig ind). Den længerevarende datid, stand i imperfektum, varer både før og efter den kortvarende datid, ist reingetreten, er trådt ind, trådte ind.
Når vi på dansk siger imperfektum om datid, menes egentlig præteritum, idet vi ikke kender den uafsluttede datid fra dansk. Derimod bruges perfektum om førnutid.